# Arazap
Arazap – wieś w Armenii, w prowincji Armawir. W 2011 roku liczyła 1362 mieszkańców.